# 包丁人味平
『包丁人味平』（ほうちょうにんあじへい）は、原作：牛次郎、漫画：ビッグ錠による日本の漫画、およびそれを題材としたテレビドラマ、小説。『週刊少年ジャンプ』（集英社）において、1973年から1977年まで連載された。単行本は「ジャンプ・コミックス」全23巻、「集英社漫画文庫」5巻（未完）、「ジャンプ・コミックス デラックス」全12巻、「集英社文庫コミック版」全12巻（いずれも集英社刊）。コンビニコミック版が小学館より刊行されている。

## 作品の特徴
料理漫画の中では古参の部類に入り、南 (2013, p. 34) は料理漫画の元祖的存在と位置づける。『ミスター味っ子』（寺沢大介）や『中華一番！』（小川悦司）といったその後の料理漫画やテレビ番組『料理の鉄人』にも見られる「料理勝負」や「解説」の形態を確立させている一方で、ストーリーは命がけの猛特訓や、次々に現れるライバルとの対決、何気ないヒントによる技術開眼など、スポ根漫画の様相を呈している。作中の料理勝負においては、当時の『ジャンプ』連載スポーツ漫画でよく使われたテレビ実況中継の形での解説や狂言回しがなされ、石橋エータローや高島忠夫、寿美花代が実況や解説役として登場している。
料理の、特に味についての批評は少なめであり、主人公自身も「料理は美味いかまずいか」「万人に受ける大衆料理こそが理想」としている。料理勝負や技能に関しても「料理は客に食べてもらうためにある。勝負したり見世物にしたりするものではない」と作中の人物が幾度と無く言及している。連載期間は4年間だが、ストーリーの時間軸はちょうど1年間である。
料理漫画であるが、作中の調理中のシーンにおいて、厨房でパイプを咥えながら料理を作る、指が出血したまま調理を続ける、鍋の隠し味に自分の汗を使うなど、少なくとも平成以降の衛生観念から見て問題のある場面が散見される。

## あらすじ
塩見味平は日本料理では名人と呼ばれる五条流相伝者・塩見松造の息子。
しかし、一部の裕福層しか味わえない日本料理に疑問を抱き、父・松造の反対を押し切って大衆料理のコックの道を志し、洋食店「キッチン・ブルドッグ」に就職する。
そこで料理人の不条理を味わいながらも反発、数々の強敵の料理人と対決して勝ち、成長してゆく。

### 物語の流れ
- 東京・新宿の「キッチン・ブルドッグ」での見習いコックとしての修行
- 東京・上野の不忍池包丁塚前での「包丁試し」
- 「点心礼勝負」の相手である団英彦が調理部長を務める東洋ホテルに見習いコックとして入る
- 愛知・熱田神宮境内での「点心礼勝負」
- 静岡・焼津の荒磯の板場での「荒磯勝負（かけ包丁）」
- 東京・ひばりヶ丘での「カレー戦争」
- 北海道・札幌の雪まつり会場での「第1回全日本ラーメン祭り」に素人として飛入り参加
- 豪華客船のコックとして旅立ち

## 主な登場人物

### 塩見家
塩見味平（しおみ あじへい）
塩見松造の一人息子。格式高い料亭で限られた客に超一流の腕を振るう松造の背中を見て育つが、彼自身はそれとは反対に万人が楽しめる、手軽かつ美味しくて安い料理を作る「大衆」料理人を志し、合格した高校へは進まず洋食屋「キッチン・ブルドッグ」の見習いシェフとなる。そこで大衆料理にこそ超一流の包丁の腕前が必要と思い知った味平は数々の「包丁試し」、料理勝負を通じて腕を磨き、理想の料理を追求していく。
実は魚を食べると蕁麻疹が出る体質で魚嫌い。そのためにあまり魚を扱わない洋食を選んだ。なお、この弱点は荒磯勝負に際し克服する事になる。負けず嫌いで頑固、短気な性格が災いし、あらゆるもめ事、勝負に巻き込まれることに。
料理に関することに集中すると、他のことが全く頭に入らなくなる。人の心にはかなり鈍感な面があり、そのために周囲を傷つけてしまうことも。頑固なところは、父親である松造によく似ている。
塩見松造（しおみ まつぞう）
塩見味平の父親。築地の一流料亭「かつらぎ」の花板を務める包丁さばきの名人。五条流の使い手であり、投げたマッチが落ちて来る前に軸を縦割りにしたり、活け作りに使用した、骨だけになった魚を再び水槽で泳がせる技を得意とする。
一時独立、料理店「松造」を開業するが客層が合わず廃業。自身は味平には料理人の道ではなく平凡な勤め人になってもらう事を望んでいた（しかし本心は料理人になってくれる事を望んでいた）。普段は無口だがすぐにかっとなりケンカっぱやい性格は典型的な職人肌の頑固親父。その反面、味平を心配したり味平の包丁人勝負をこっそり応援する面もある。

### キッチンブルドッグの人々
北村チーフ（きたむらチーフ)
味平が見習いコックとして就職した「キッチン・ブルドッグ」のチーフ・コック。かつては豪華客船でもチーフを務めていた。しかし某料理勝負に敗けブルドッグのチーフに（そのおかげで「ブルドッグ」は大衆向けでありながら料理の質も高い）。味平には厳しくも優しく技術を伝授。後に味平と仲代の「包丁試し」の審判を務める。最終話で味平に豪華客船の厨房の仕事を紹介する。
留さん（とめさん）
「キッチン・ブルドッグ」でストーブ前（和食で言う焼き方）を担当するベテラン料理人。かつて北村チーフと共に豪華客船で腕を振るっていた過去がある。
小田切（おだぎり）
「キッチン・ブルドッグ」でセカンドを担当する中堅コック。川原、味平にとっては厳しいながらも身近な先輩。
川原（かわはら）
「キッチン・ブルドッグ」で野菜場を担当する若手コック。料理人の世界では（当時としては）珍しい大学出。豊富な知識を持ち、味平の手助けをする事も多い。

### 包丁試し編
仲代圭介（なかだい けいすけ）
北村チーフが不在時に助っ人としてキッチン・ブルドッグに派遣される。元五条流の使い手であり味平の父・松造の同門。しかし松造に劣等感を持っており、味平に「包丁試し」を挑む。
料理人としての腕は確かで、安くてうまい料理を作るなど商売センスもあるが性根が腐っており、味平に陰湿な嫌がらせをしたり、自身の壺揚げの際にインチキをし、それがバレそうになると一の瀬に責任転嫁したりと卑劣漢であった。過去に塩見松造とも「包丁試し」を行い、敗れている。
味平との対決の後には改心。キッチン・ブルドッグに残留し、「点心礼勝負」では味平に勝つための技を伝授している。
一の瀬（いちのせ）
仲代圭介が連れてきた、銀座の一流店「ミンクス」のセカンドコック。キャベツ早切り勝負で味平と対決する。「包丁試し」の後も仲代同様、キッチン・ブルドッグに残っている。

### 点心礼編
包丁試しの審査員を務めた団に料理を貶された味平。団が勤める東洋ホテルのボーイとなり、団への報復を目論む。団の逆鱗に触れた味平は、団より名古屋熱田神宮での「点心礼勝負」を挑まれる事になった。
弁天の熊五郎（べんてんのくまごろう）
上野不忍池の包丁塚で出会った少年。団英彦との「点心礼勝負」、無法板の練二との「荒磯勝負」で味平のパートナーを務める。
団英彦（だん ひでひこ）
サリー・ワイル（実在の人物）の弟子で、東洋ホテルの調理部長であり、「包丁貴族」の異名を持つ若き天才料理人。ホテルの宿泊客は実質彼の料理目当てなので、支配人でさえも頭が上がらない。性格は非常にプライドが高くシビアで冷徹、調理場に蝿が一匹でもいれば休業する程の潔癖症でもある。味平と点心礼勝負を争う。
神林道風（かんばやし どうふう）
古よりの包丁技を伝える五条流の宗家。「点心礼勝負」の判定に異議を唱え、「闘六味」による再勝負を提案する。

### 荒磯勝負編
点心礼に突如現れた無法板練二の挑発に乗った上、静岡県焼津市の高級料亭の1人娘である久美子から賭け金の提供を受ける事になった味平は練二と荒磯勝負で戦う事になってしまう。しかし味平には魚アレルギーがあるという致命的な症状があった。
鹿沢練二（しかざわ れんじ）
通称「無法板の練二」（むほういたのれんじ）。五条流の門下生で松造や仲代と並ぶ凄腕料理人だったが、胸の病気で2年間の入院・静養を余儀なくされ自暴自棄になり落ちぶれ、賭け包丁を生業とする無法板となる。「白糸バラシ」や「地雷包丁」などハッタリの効く技で相手を圧倒し過去には味平の師である北村を料理勝負で破っている。「荒磯勝負」で味平と対決。
一橋久美子（いちはし くみこ）
焼津市の料亭「いちはし」の娘。点心礼にて審査員を務め、無法板の練二との勝負のスポンサーとなり、掛け金の1000万円を出す。
二代目磯十郎（にだいめ いそじゅうろう）
料亭「いちはし」の花板。「荒磯勝負」では立会人を務める。
石橋エータロー
実在の人物。当時タレント業よりは料理研究にシフトしていた実際の石橋と異なり、作中では司会を務めるワイドショーのレギュラーを持つなど売れっ子タレントとして登場。料理勝負中継番組での実況や解説などでしばしば登場する。

### カレー戦争編
東京はひばりヶ丘駅前に「大徳デパート」と「白銀屋」の二大デパートが開店し、白銀屋は人気のカレーチェーン店「インド屋」を店内に出店。一方、大衆料理の研究に余念の無い味平は大徳デパート内に「アジヘイ」を出店する。店の商品や規模は互角であるため、大衆料理の王様であるカレーの美味い店があるデパートに客足が向かう。こうして、今までのような単純な勝負ではない、デパートの売り上げをも巻き込んだカレー戦争が始まった。当時は昭和50年、それから51年の正月をはさみ長きに渡る。
鼻田香作（はなだ こうさく）
本編の中核をなすキャラクター。世界中のありとあらゆるカレー料理の修業を積んだというフリーランスのカレー専門家、通称「カレー将軍」。幼い頃からカレー作りを始め、少年期からカレー料理店で働き、30年かけ6000種類のスパイスを嗅ぎ分ける嗅覚を得る。あまりにも嗅覚が鋭いため、保護のためか常にマスクらしきものを鼻部に装着している。しかしマスクをつけた状態でも屋外で服についたスパイスの臭いがわかるほど、鼻は鋭い（ただし「味平カレー」の隠し味の醤油の香りはスパイスではないため見破れなかった）。
その造詣の深さ、能力の高さは、三ツ星レストランのシェフでさえも、ことカレーにおいては鼻田には及ばないと言わしめたほどである。
カレーによる世界征服を企み、マイク赤木と「インド屋」を開店。カレー戦争で結託することになる。自分の作ったカレーには非常に誇りとプライドを持っており、味平のミルクカレーを初見で簡単に再現するがそれを取り込むような事はせず、子供向けメニューとして独自にスパゲッティとカレーを組み合わせた「スパカレー」を作り出し対抗、マイク赤木が彼の了解を得ず勝手に「アジヘイ」潰し対策で仕掛けたカレーの値下げ競争に対しても、一流の料理人がやる事ではないと反発した。ただし、客が味よりも値段の安さに釣られてやってきたというマイクの主張には反論できず、値下げを続けるなら自分の弟子達とともにインド屋から引き上げると恫喝する事で強引に止めさせた。
様々なカレーを編み出し常に味平の一歩先を行っていたが、「味平カレー」の出来栄えの良さ、レシピの不明さに恐怖。同時に何としても勝ちたいと心を燃やし、ライバル視を強める。
一人スパイス貯蔵庫に篭り、寝食もろくに取らずに組み合わせを続け、ついに自身究極と断言する「ブラックカレー」を作り上げる。味平が完成させた「味平カレー」は凄まじい人気を呼ぶが、ブラックカレーの得体の知れない吸引力はその味平カレーをも凌駕する凄まじい数のリピーターを生み出し、味平ですら自ら負けを認めたほどだった。
しかし、実は「ブラックカレー」は麻薬同然のスパイスが多量に含まれている、およそ「料理のおいしさ」とはかけ離れた代物であった。本人は麻薬カレーという認識はなく「ただ味平カレーよりも客を惹きつけたい」との一心でスパイスを組み合わせたのだが、結果的にそれが仇となった。自身も長年のスパイス研究による蓄積と、短期間で無理をして「ブラックカレー」を作り上げたことが祟り、副作用で精神に変調をきたし、客の前でテーブルの上に靴のまま乗って立ち「カレーの神様である自分の前にひれ伏せ!」などと誇大妄想じみた発言をする麻薬中毒的廃人に成り下がってしまう。最後はあまりの態度に救急車を呼ばれ、抑え込まれ無理矢理乗せられて退場。「ブラックカレー」も警察により成分分析された挙句販売中止となり、全ては水泡に帰してしまった。
見下すような発言は目立ったものの料理人としての腕は確かなものであり、味平は彼の迎えた最後に対して複雑な想いを抱き、「料理の道の恐ろしさ」を改めて感じた。
神山佐吉（かみやま さきち）
横浜港に停車しているトラック内で野宿した際に知り合った港湾労働者。味平が佐吉に譲った仕事で大けがをしてしまい、責任を感じた味平は労務者たちの人気メニューであるカレーに目をつけ、カレーの屋台を港に出し、佐吉の借金の肩代わりやアパートの家賃を捻出。佐吉も味平に恩を感じ、味平カレー作りに参加することになった。肉体労働者ゆえ濃い味付けが好みで、かつてカレー屋で「こんな辛くないカレーが食えるか！」と言ったそうだが、味平のいた「キッチン・ブルドッグ」で同様の話があり風貌も似ている事から、あのクレーム客は佐吉だったと言う声も上がっている。
香川梨花（かがわ りか）
横浜で活動する暴走族「ブラックシャーク」の女団長であり、大徳デパートひばりヶ丘支店長の一人娘。荒んだ生活を送っていたが、市中のカレー屋台で出会った味平の生き方に感化され更生、味平カレー作りに参加して味平を手伝う。勝気でもめ事も起こしやすいがさっぱりとしていて根は優しい。包丁使いはなかなかだが、味付けはやや苦手な様子。
元々なかなかの美人であり味平に好意を持つようになったが、料理のことで頭が一杯の味平を振り向かせることは最後までできなかった。
柳大吉（やなぎ だいきち）
横浜市中でタクシードライバーや出稼ぎ労働者に大人気のラーメン屋台「大柳軒」の若き店主。味平より前にラーメン屋台で万人の味を実践していた事から、味平にカレー戦争への協力を依頼される。客の年齢・出身地などから味の好みを判断し、味を調節して提供する「味割り」を得意とする。「自分はラーメン以外の料理はまったく作れない」と謙遜するが、その実料理に関した知識は非常に豊富。味平カレー完成の功労者。
カレー作りを手伝ううちに梨花に好意を持つが、その思いは実らないばかりか、梨花の方は時折出てくる大吉の講釈を苦々しく思う有様であった。カレー戦争勝利後、彼女の想いを踏みにじるような味平の態度（味平に悪気はなかった）と、どれだけ想っても届かないジレンマから一人号泣。カレー編では莫逆の友と言えた関係もこの件から冷え、後に札幌で味平と再会したときも、以前のような笑顔はなかった。札幌における大吉は後述する。
マイク赤木（マイク あかぎ）
「インド屋」チェーンの経営者。アフロヘアやヒゲのせいもあって老けて見えるが、年齢は20代前半。無一文から出発し、密航で渡米。その勤勉さから、わずか6年で全米で商売を成功した立志伝中の男。「スキヤキ商法」で知られている。鼻田香作の「インドカレー」で日本征服を目論み、白銀屋のテナントとして「インド屋」をオープンさせ壮絶な戦いを展開するが、最後は前述の鼻田の「不祥事」もあり、インド屋は撤退する事になってしまった。モデルはロッキー青木。
大徳社長（だいとく しゃちょう）
上野に本店を構える百貨店「大徳」の社長。関西出身であり、関西弁を喋る恰幅のよい紳士。味平カレーを最初に認めた人物。経営哲学やセンスは際立っており、反抗する重役連中を黙らせるために、損をする事を承知の上で味平の店を撤去させるなどの手を打ちながらも、味平へのサポートや助言を与える。

### 第1回全日本ラーメン祭り編
美味いラーメンを求めて札幌までやってきた味平は偶然、全国から集まった料理人達がラーメンの腕を競い、日本一のラーメンを決定する「ラーメン祭り」の存在を知る。味平は「大衆料理であるラーメンはプロの料理人の手だけで作られるものではない」と飛び入り参加し、多くの人の協力や試行錯誤の果てに「味平ラーメン」を作り上げていく。
井上洋吉（いのうえ ようきち）
札幌在住の長距離トラック運転手。東京で美味いと評判のラーメン店でケチをつけていたところ、味平と知り合い意気投合、札幌までトラックで連れて行ってしまう。全国のラーメン屋を食べ歩いたという舌を買われて、味平のアシスタント役を務める。
石田鉄竜（いしだ てつりゅう）
ラーメン祭り優勝の本命。スープに三平汁を使用した「三平ラーメン」で勝負する。味平に敵愾心を燃やし、味平のラーメン作りを妨害する。
石田石竜（いしだ せきりゅう）
石田鉄竜の弟。
麺太郎兄弟（めんたろう きょうだい）
2人で麺打ちを行う一卵性双生児の兄弟。一度は予選落ちしたが、味平の、子供達を使った麺打ち方法が大会規定に違反するとの申し立てがあり、再勝負の相手となった。
柳大吉（やなぎ だいきち）
カレー戦争編に続き登場。ざるそば式ラーメン「タレーメン」で勝負する。連載当時（1977年）はまだつけ麺は一般的ではなかった。表向きは冷淡を装いつつも、他出場者の味平への妨害を防ぐなど、陰で味平の奮闘を支えながら、手ごわいライバルとして立ちはだかる。後年、作画担当のビッグは、2010年1月発行の食漫vol9の座談会にて、つけ麺について「一度も食べた事ない」と発言している。
牛次郎
原作者。ラーメン祭りの解説者の1人として登場。後半になるとアナウンサーに今後の展望について質問され、「そこまではまだ原作が…」と答えるのが定番だった。

## 用語
- 五条流水面浮島切り（ごじょうりゅう・すいめんうきしまぎり）

水を入れた鉢にキュウリを浮かべ、波紋を立てずにキュウリを両断する包丁技
- 五条流二刀仕上げ（ごじょうりゅう・にとうしあげ）

肉類を解体し不要部分を切り落とす（いわゆる掃除する）際に、両手に包丁を持って作業する技。
- 白糸バラシ（しらいとばらし）

包丁を使わずに１頭分の豚肉を解体する技。釣り糸を肉の繊維にそって食い込ませてロース・ヒレ・バラに切り分ける。
- 白糸つり鐘くずし（しらいとつりがねくずし）

味平が白糸バラシを発展させた技。吊るした肉を揺することで糸が切り込むスピードを速める。
- 地雷包丁（じらいぼうちょう）

無法板の練二の技。マグロ一尾あるいは半身の畜肉に十数本の包丁を刺し、魚や肉の内部に仕込んだ火薬を爆発させて一瞬で解体する。周囲に出刃包丁が飛び散る。

## テレビドラマ版
フジテレビの「月曜ドラマランド」でテレビドラマ化されており、味平親子を横山やすし・木村一八親子が演じている。原作の初めから包丁試しまでをドラマ化したものである。

### 放映データ
- 放映日：1986年8月11日（月曜日）、19:30 - 20:54
- 制作：東映、フジテレビ

### スタッフ
- 原作：牛次郎、ビッグ錠
- 企画：岡正、前田和也
- プロデューサー：中曽根千治
- 演出：小野原和宏
- 脚本：杉村升
- 音楽：風戸慎介

### キャスト
- 塩見味平：木村一八
- 塩見松造：横山やすし
- 鳥居かほり
- 竹中直人
- 金子信雄
- 団秀彦：谷隼人
- 美智子（クラスメート）：仙道敦子
- 永瀬正敏
- 西川のりお（友情出演）
- 上方よしお（友情出演）
- 牛次郎（特別出演）
- 中村奈緒美（フジテレビ）
- 山本緑
- 後藤まどか
- 白島靖代
- 好井ひとみ
- 佐渡稔
- アゴ勇
- 及川ヒロオ
- 石倉三郎
- きくち英一
- 相馬剛三
- 木村修
- 山浦栄
- 清水照夫
- 宮内希亜
- 友竹正則（特別出演）
- 小林正央
- 後藤修
- 草刈滉一
- 高橋秀弥
- キッチュ
- パワーズ

| フジテレビ系列 月曜ドラマランド | フジテレビ系列 月曜ドラマランド | フジテレビ系列 月曜ドラマランド      |
| 前番組                          | 番組名                          | 次番組                               |
| ------------------------------- | ------------------------------- | ------------------------------------ |
| みゆき （1986年8月4日）         | 包丁人味平 （1986年8月11日）    | もしかして婚約者!? （1986年8月18日） |

## 小説版
原作者の牛次郎自身による小説版が発表されている。カバーイラストの担当は秋元書房版が原作漫画の作画も務めたビッグ錠、光文社文庫版の2冊は灘本唯人。
- 小説 包丁人味平 青雲編（秋元書房、1980年5月1日発売）
- 小説 包丁人味平（光文社文庫、1986年8月1日発売 ISBN 978-4334703967） - 『青雲編』の文庫化。
- 小説 包丁人味平 完結編（光文社文庫 1990年7月1日発売 ISBN 978-4334711757）

## その他
千葉県銚子市で鉄道事業を展開している銚子電気鉄道では、鉄道事業の運営資金を稼ぐために「ぬれ煎餅」「まずい棒」等の食品販売事業も行っているが、2024年9月に発売されたレトルトカレー「銚電ブラックカレー」では、パッケージデザインに当漫画のキャラクターとして登場していた鼻田香作を起用している。